# Rhoptria mardinata
Rhoptria mardinata är en fjärilsart som beskrevs av Otto Staudinger 1900. Rhoptria mardinata ingår i släktet Rhoptria och familjen mätare. Inga underarter finns listade.